# Infurcitinea walsinghami
Infurcitinea walsinghami är en fjärilsart som beskrevs av Petersen 1962. Infurcitinea walsinghami ingår i släktet Infurcitinea och familjen äkta malar.
Artens utbredningsområde är Frankrike. Inga underarter finns listade i Catalogue of Life.